# The Pirates of Central Park
É um filme norte americano de curta-metragem dirigido por Robert Farber e lançado nos cinemas em 1 de janeiro de 2001. Estrelado por Adam Lamberg, o ator e cantor Jesse McCartney,Patrick Duffy e Michelle Harris.